# Lehijärvi (sjö i Joutsa, Mellersta Finland)
Lehijärvi är en sjö i kommunen Joutsa i landskapet Mellersta Finland i Finland. Sjön ligger 150 meter över havet. Arean är 89 hektar och strandlinjen är 5,75 kilometer lång. Sjön  ingår i Kymmene älvs huvudavrinningsområde.   Den ligger omkring 36 kilometer sydöst om Jyväskylä och omkring 210 kilometer norr om Helsingfors. 